# Gerd Grözinger

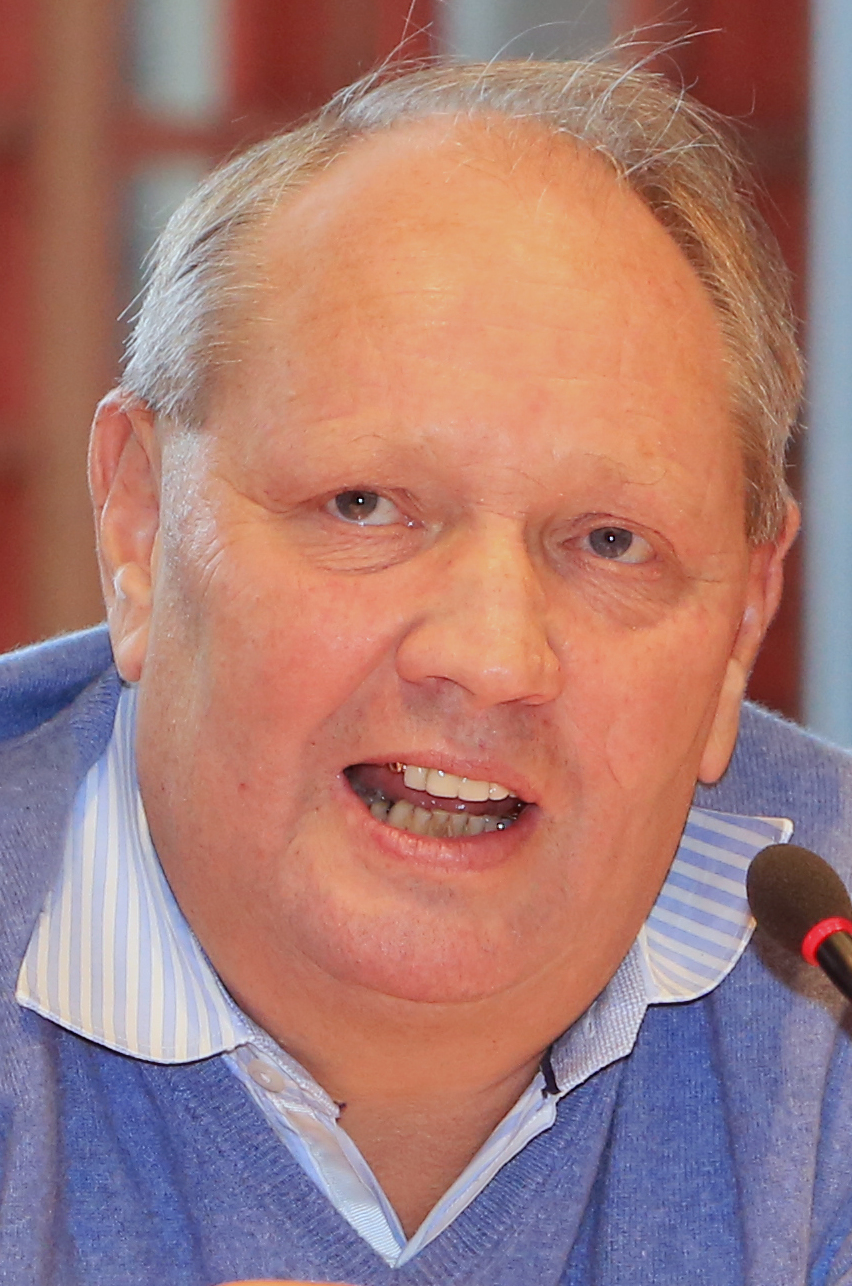
Gerd Grözinger, 2016

Gerd Grözinger (* 1953) ist ein deutscher Ökonom und Soziologe.

## Leben
Gerd Grözinger studierte Soziologie an der TU Darmstadt. 1982 schloss er sein Studium mit einem Magister in Soziologie ab. Im Anschluss war er als wissenschaftlicher Mitarbeiter im Bereich der Volkswirtschaftslehre an der TU Darmstadt tätig. Er wurde 1989 in Ökonomie mit der Arbeit „Konkurrenzpreise und Arbeitswerte promoviert. Ein Input-Output-Modell für die Bundesrepublik Deutschland“ in Darmstadt. Von 1990 bis 1993 war er Studienleiter an der Evangelischen Akademie Bad Boll. 1993 wechselte er an das Internationale Institut für Management der Europa-Universität Flensburg, wo er sich 1999 in Volkswirtschaftslehre habilitierte. 1999 war er als Gastprofessor für Soziologie an der Philipps-Universität Marburg tätig. Im Anschluss kehrte er an die Europa-Universität Flensburg zurück, wo er unter anderem das Zentrum für Bildungsforschung und das Collegium Mare Balticum für die Postgraduierten-Ausbildung leitete. Seit 2009 lehrt und forscht er am Internationalen Institut für Management und ökonomische Bildung (IIM) als Professor für Sozial- und Bildungsökonomik. Gerd Grözinger war außerdem langjähriger Vorsitzender des Arbeitskreises Politische Ökonomie, einer Vereinigung heterodoxer Ökonomen und ist Mitherausgeber des Jahrbuchs Ökonomie und Gesellschaft (Metropolis-Verlag). In den letzten Jahren publiziert er vor allem in wirtschaftspolitischen Online-Journale wie dem Wirtschaftsdienst und Makroskop.

## Schriften (Auswahl)
Monografien
- Die Teilhabe-Gesellschaft (zus. mit Claus Offe, Michael Maschke), Frankfurt/M., 2006, ISBN 978-3-593-38196-1.
- Teures Deutschland. Was kostet uns die DDR?, Berlin 1990, ISBN 3-88022-037-9
- Konkurrenzpreise und Arbeitswerte. Ein Input-Output-Modell für die Bundesrepublik Deutschland, Marburg 1989, ISBN 3-926570-19-9.

Herausgeberschaften
- Ökonomie in der Krise: Analyse – Kritik – Umgestaltung (Jahrbuch Ökonomie und Gesellschaft 31) (Editor, zus. mit Arne Heise), Marburg 2019
- Noten an Deutschlands Hochschulen (Editor, zus. mit Volker Müller-Benedict), Springer 2017
- Diversity in Europe (Editor zus. mit Charlotte Gaitanides), Europawissenschaftliche Schriften der Europa-Universität Flensburg / Miscellanies of the Europea-Universität Flensburg Vol.4, Flensburg 2015
- Europe at a Crossroad. Form Currency Union to Political and Economic Governance? (Editor zus. mit Charlotte Gaitanides und Hauke Brunkhorst), Europawissenschaftliche Schriften der Europa-Universität Flensburg / Miscellanies of the Europea-Universität Flensburg Vol.1, Flensburg 2015
- The Political Economy of Offshore Jurisdictions (Hrsg., zus. mit Walter Otto Ötsch, Karl Michael Beyer und Lars Bräutigam), Marburg 2014
- Special Issue: Managing Diversity (Guest Editor der management revue. the international review of management studies, zus. mit Wenzel Matiaske, Volume 25), 2014
- The Future of Trade Unions in Europe Part II (Guest Editor der management revue. the international review of management studies, zus. mit Wenzel Matiaske), Mering 2013
- Entfremdung – Ausbeutung – Revolte. Karl Marx neu Verhandelt, (Hrsg., zus. mit Utz-Peter Reich), Marburg 2012
- The Future of Trade Unions in Europe Part I (Guest Editor der management revue. the international review of management studies, zus. mit Wenzel Matiaske), Mering 2012, ISSN 0935-9915.
- Job Satisfaction Revisited (Guest Editor der management revue. the international review of management studies, zus. mit Wenzel Matiaske), Mering 2011
- The Study of Europe (Hrsg., zus. mit Hauke Brunkhorst), Baden-Baden 2010, ISBN 978-3-8329-4272-4.
- Innovation und Kreativität in Forschung, Lehre und Hochschulorganisation (Gastherausgeber von 'die hochschule', zus. mit Georg Krücken), 2010
- Religion and the Organization Man (Guest Editor der 'management revue. the international review of management studies', zus. mit Wenzel Matiaske) 2010
- Religion@Gesellschaft (Hrsg., zus. mit Wenzel Matiaske), Marburg 2010, ISBN 978-3-89518-769-8.
- Europe and its Regions. The Usage of European Regionalized Social Science Data (Hrsg., zus. mit Katharina C. Spiess und Wenzel Matiaske), Cambridge 2008
- Sozialkapital – Zwischenbilanz einer (un)bequemen Kategorie. Jahrbuch Ökonomie und Gesellschaft 20 (Hrsg., zus. mit Wenzel Matiaske), Marburg 2008
- Management of Higher Education Institutions (Guest Editor der 'management revue. the international review of management studies', zus. mit Roberto Rodríguez), 2007
- Perspektiven der Bildungsforschung (Hrsg.), Frankfurt/M. 2007, ISBN 3-631-54805-2.
- The European Union as a Model for the Development of Mercosur? Transnational Orders between Economic Efficiency and Political Legitimacy (Hrsg., zus. Mit Wenzel Matiaske, Hauke Brunkhorst, Marcelo Neves), München 2007
- Deutschland regional. Sozialwissenschaftliche Daten im Forschungsverbund (Hrsg., zus. mit Wenzel Matiaske), München 2005
- Inequality: New Approaches (Hrsg., zus. mit Anne van Aaken), Marburg 2004a, ISBN 3-89518-454-3.
- Ungleichheit & Umverteilung (Hrsg., zus. mit Anne van Aaken), Marburg 2004b
- Peripherie und Zentrum in der Weltgesellschaft (Hrsg., zus. Mit Hauke Brunkhorst, Wenzel Matiaske), München 2004, ISBN 3-87988-875-2.
- Konstitutionelle Politische Ökonomie. Sind unsere gesellschaftlichen Regelsysteme in Form und guter Verfassung? (Hrsg., zus. mit Stephan Panther), Marburg 1998
- Hochschulen im Niedergang? Zur politischen Ökonomie von Lehre und Forschung (Hrsg., zus. mit Erich Hödl), Marburg 1994
- Das Single. Gesellschaftspolitische Folgen eines Trends (Hrsg.), Opladen 1994
- Jenseits von Diskriminierung. Zu den institutionellen Bedingungen weiblicher Arbeit in Beruf und Familie (Hrsg., zus. mit Renate Schubert, Jürgen Backhaus), Marburg 1993
- Nur Blut, Schweiß und Tränen? Alternativen zum Katastrophenhandeln bei der deutschen Einigung (Hrsg.), Marburg 1991
- Recht auf Sucht? Drogen-Markt-Gesetze (Hrsg.), Berlin 1991